# Endasys striatus
Endasys striatus là một loài tò vò trong họ Ichneumonidae.